# Jaume Najarro
Jaume Najarro (Barcelona, 6 de maig de 1982) és un actor i director teatral i cinematogràfic,
El 19 de Novembre 2003 amb 21 anys debuta com a actor professional al Teatre Borràs al costat dels actors Rosa Maria Sardà i Fernando Guillén a l'espectacle Wit dirigit per Lluís Pasqual amb tres anys de gira per tot Espanya.
Al 2010 comença els seus estudis al CECC (Centre d'Estudis Cinematogràfics de Catalunya) i al 2012 roda com a director el docufilm Història d'un error protagonitzat per Eduard Benito. Al 2018 es el director del film Capa Negra.
Entre 2002 i 2009 treballa a Televisió en serials com Temps de silenci, El Cor de la ciutat, Amar en tiempos revueltos o El Carrer del Mar aquesta última com a protagonista per tota la xarxa catalana de televisions.
Al 2020 estrena la pel·lícula Terra de telers Dirigida per Joan Frank Charansonnet a 80 sales de cinema de tot Catalunya, a TV3 i a Filmin , un film ambientat en les colònies tèxtils del segle 20 a Catalunya i rodada a la Colònia Vidal a PuigReig.
Al 2024 estrena com actor per tot Espanya "El Caso Ángelus, la fascinació de Dalí" Dirigida per Joan Frank Charansonnet i torna al teatre al 2025 com actor estrenant el  2 de Febrer en cartellera i també com a director,  l'adaptació teatral catalana de La ferida lluminosa  on interpreta el personatge del Pare Molins, fill del matrimoni protagonista. La resta del repartiment el formen : Carme Capdet, Eduard Benito, Pep Durán, Ariadna De Guzmán i Ainhoa Barceló. Estrenada a la sala Cincómonos de Barcelona, setanta anys després que l'original.